# Jan Adam Kruseman
Jan Adam Kruseman (Haarlem, 1804 – 1862) fou un pintor retratista neerlandès del segle xix.

## Biografia
Segons l'RKD, era el nebot i alumne de Cornelis Kruseman, i el pare del pintor Jan Theodoor Kruseman.
Durant els anys 1822-1824 seguí lliçons a Brussel·les donades per François-Joseph Navez i Jacques-Louis David. Fou un dels fundadors de la societat d'Amsterdam Arti et Amicitiae el 1839 i en fou director. Viatjà a Anglaterra, França i Alemanya i fou professor a l'Acadèmia Reial d'Art d'Amsterdam, on ensenyà Eduard Asser,
Henrij Bakhoven, Valentijn Bing, David Bles, Karel Frederik Bombled, Jan Braet von Uberfeldt, Hendrik Breukelaar, Moritz Calisch, Louis Chantal, Hendrik Dekker, Jan Wendel Gerstenhauer Zimmerman, Jozef Israëls, David van der Kellen III, Jacobus van Koningsveld, Johann Herman Joseph Lamers, Jacoba Henriëtta Lochmann van Königsfeldt, Cornelis Nicolaas Looman, Cornelis Rogaar Snellebrand, Willem Steelink, i Samuel de Vletter.
Va tutelar el seu nebot, el poeta Petrus Augustus de Genestet, a casa seva, des dels 7 anys.